# Resolució 2298 del Consell de Seguretat de les Nacions Unides
La Resolució 2298 del Consell de Seguretat de les Nacions Unides fou adoptada per unanimitat el 22 de juliol de 2016. El Consell va permetre als Estats membres de les Nacions Unides a ajudar en la destrucció de l'estoc d'armes químiques que posseïa Líbia.

## Antecedents
El Regne Unit, redactor del text de la resolució, va dir després que la resolució donava a l'Organització per la Prohibició de les Armes Químiques (OPAQ) autoritat legal per eliminar les armes químiques de Líbia, reduint la possibilitat que pogués caure en mans equivocades.
Egipte també havia votat a favor de la prevenció als no-estats, inclosos grups terroristes com Estat Islàmic, que aconseguissin armes de destrucció massiva. El representant d'Egipte va assenyalar que no hi havia intenció de convertir l'Orient Mitjà en zona lliure d'armes de destrucció massiva. Ja el 1974 Iran i Egipte havien proposat alliberar l'Orient Mitjà d'armes nuclears, alhora que s'havia aprovat la Resolució 3263 de l'Assemblea General de les Nacions Unides. Malgrat el gran suport internacional, el desacord sobre les condicions i els passos a seguir va impedir la seva implementació. Tampoc es va esmentar l'amenaça d'Estat Islàmic a Líbia i un calendari o mecanisme per a l'eliminació de productes químics procedents de Líbia. D'altra banda, no estava clar per què es va adoptar la resolució en virtut del Capítol VII de la Carta de les Nacions Unides (quan es veia amenaçada la pau) si els membres del Consell havia rebut el text només tres dies abans, de manera que no hi havia hagut prou temps per proposar ajustos. Un no estava satisfet amb l'explicació donada, i va trobar que no hi havia hagut la cooperació i obertura habituals.

## Contingut
El 2004 Líbia havia accedit a formar part de la Convenció sobre Armes Químiques. El 4 de febrer de 2014 el país, juntament amb l'Organització per la Prohibició de les Armes Químiques (OPAQ) que supervisa l'aplicació de la Convenció, va anunciar que totes les armes químiques de la categoria 1, és a dir, armes amb productes químics que eren només és útil com a arma, serien destruïdes.
El 16 de juliol de 2016 el govern d'unitat nacional de Líbia havia informat a l'OPAQ que les armes químiques restants de la categoria 2, és a dir amb productes químics que també s'utilitzen en la indústria, es van traslladar a un magatzem al nord del país, i els altres estats del tractat van demanar ajuda per la seva liquidació.
L'OPCW va decidir respondre'n el 20 de juliol. El Consell de Seguretat va recolzar aquesta decisió, va instar els Estats membres de les Nacions Unides a proporcionar el suport, personal, coneixements tècnics, informació, equipament i recursos financers necessaris per assegurar les armes químiques en qüestió el més aviat possible. També van rebre permís per recollir, transportar i destruir les armes.
Finalment, els Estats membres van ser informats de l'obligació imposada per la resolució 1540 de prendre mesures per prevenir la proliferació d'armes nuclears, químiques i biològiques.